# Microsechium palmatum
Microsechium palmatum är en gurkväxtart som beskrevs av Célestin Alfred Cogniaux. Microsechium palmatum ingår i släktet Microsechium och familjen gurkväxter. Inga underarter finns listade i Catalogue of Life.